# Caterina Melzi d'Eril

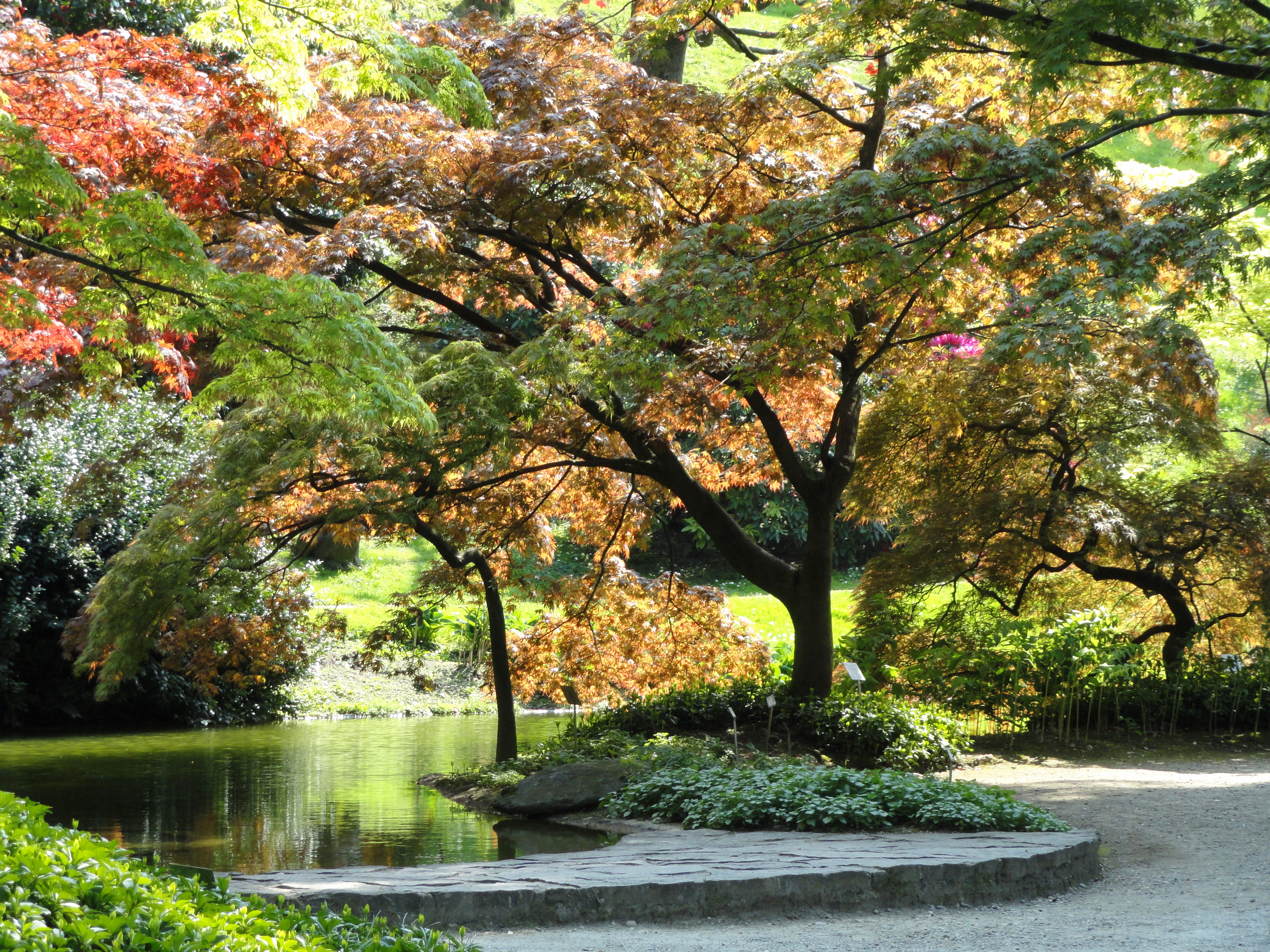
Il parco della villa Melzi d'Eril (Bellagio)

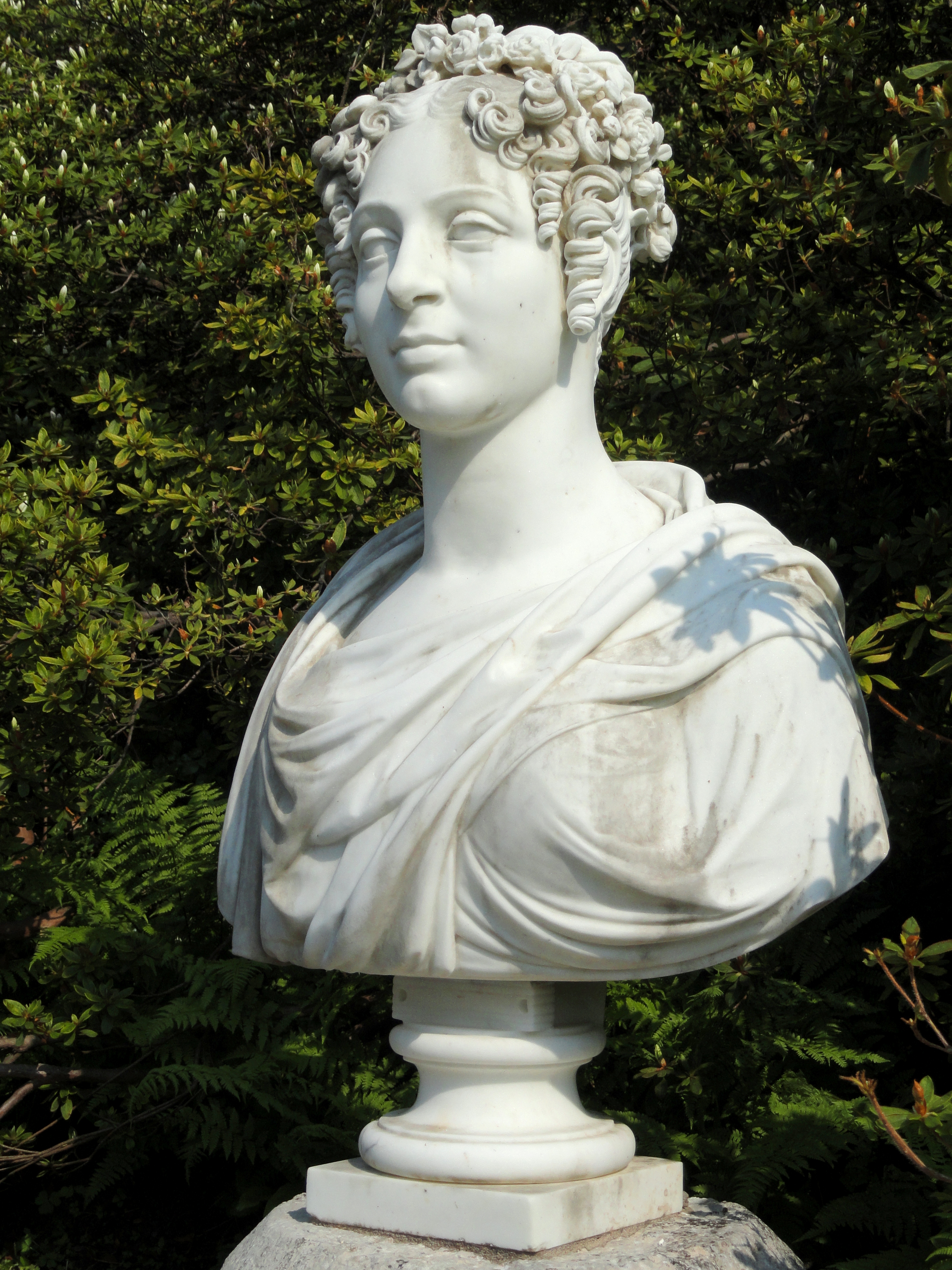
Busto a Villa Melzi d'Eril (Bellagio)

Caterina Melzi d'Eril (Milano, 1824 – Milano, 18 agosto 1887) è stata una nobile italiana.

## Biografia
Caterina Melzi d'Eril - in famiglia chiamata Catterina o Catti - era figlia del conte Carlo e di Carolina Barbiano di Belgioioso d'Este: avevano avuto otto figli, ma poi avevano deciso di non vivere più sotto lo stesso tetto. Sua sorella minore era Bice Melzi d'Eril che sposò il mantovano Carlo Gobio, cugino di Ippolito Nievo. Caterina Melzi d'Eril sposò l'avvocato Alessandro Curti che possedeva una villa a Gravedona, sul Lago di Como. Le due sorelle erano diverse di carattere: riflessiva, dolce era Bice, ma si dimostrò fragile; mentre Caterina era incostante, estroversa, di umore volubile, fantasiosa e si dimostrò più volitiva.

### Ippolito Nievo
Nievo conobbe Caterina Curti a Milano, durante una visita in casa dei Gobio, che abitavano a casa "Belgioioso", in contrada dei Moriggi. Caterina Melzi d'Eril era sposata e già madre. Si sa il nome della sua seconda figlia: Maria Carolina Laura, detta comunemente Carolina, nata nel 1858. Sposò il conte veronese Polfranceschi e morì a quasi novant'anni.
La corrispondenza tra Ippolito Nievo e Caterina Curti Melzi d'Eril diventò fitta, fitta ad aprile 1858. Le lettere che Nievo le scrisse e che noi conosciamo sono numerose e tutte comprese nell'Epistolario, pubblicato da Marcella Gorra.
Nievo le rivelò, il 23 giugno, che stava scrivendo un romanzo, dal titolo Le Confessioni d'un Italiano. Le inviava missive lunghe e confidenti, a volte impertinenti e con sottintesi. Sorrideva, perché Caterina gli scriveva con caratteri minuti e di ciò gli chiedeva scusa: «Non conoscete i miei occhi? - le rispose una volta Nievo - Leggono sulla carta bianca; figuratevi poi nelle vostre lettere! Fossero i geroglifici egiziani, ancora almeno indovinerei la gentilezza squisita e il brioso umorismo che li detta.» Ippolito Nievo chiedeva sempre a Bice Melzi d'Eril notizie di sua sorella Caterina: «Tua sorella è a Milano o a Gravedona? Nell'ultima sua mi parlava di un bisogno assoluto di solitudine e di quiete. Io non le credo; ballerebbe colle seggiole e parlerebbe alle proprie dita.»
Dopo l'armistizio di Villafranca Nievo lascia la divisa garibaldina e va a Milano, dove pubblica un opuscolo politico, dal titolo Venezia e la libertà d'Italia. Scrive a Bice Melzi d'Eril: «Donna Caterina fanatica per gli imberbi veterani di Varese e di San Fermo, chi non avrebbe sorriso almeno a fior di labbro per ringraziar la fortuna di tanti sforzi fatti per sostenere la cadente mia ilarità? Eppur a Gravedona, se ti ricordi, io son solito a rosicchiarmi delle buone lune, ed anche l'ultima gita me ne offriva una buona occasione.»

### Una lettera a Caterina
Scrisse Ippolito Nievo, da Udine, il 7 aprile 1858, a Caterina Curti Melzi d'Eril, in una delle sue più belle e lettere del suo Epistolario:
(Ippolito Nievo, Lettere)

### Ultimo contatto epistolare
All'inizio di luglio 1860 Ippolito Nievo è a Palermo, stabilmente a palazzo reale (oggi palazzo dei Normanni) dove ha sede l'intendenza dell'esercito garibaldino. Un diluvio di carte: pagamenti per divise, armi, munizioni; sbarchi di nuovi volontari garibaldini e partenza dell'esercito verso Milazzo; promozioni, ospedali militari e alloggiamenti; inoltre lettere dai Comuni siciliani che aderiscono alla Sicilia liberata dai Borbonici. Il 2 luglio trova il tempo per scrivere una letterina a Caterina Melzi d'Eril, per scusarsi di non averla salutata alla partenza da Milano e fa un settecentesco e impertinente accenno a Sterne:
(Ippolito Nievo, Lettere)
Caterina Curti Melzi d'Eril forse rivide Ippolito Nievo, tra Natale e Capodanno 1860, quando lo scrittore passò qualche giorno a Milano, prima di recarsi a Mantova a salutare la madre e poi a Udine a trovare il padre. Nievo scomparve nel naufragio del vapore a ruote Ercole, in viaggio da Palermo a Napoli, nella notte fra il 4 e il 5 marzo 1861.

### Carlo Pisani Dossi
A Milano, nel 1868, uscì un romanzo breve, dal titolo L'altrieri. Era il romanzo autobiografico e d'esordio del conte Carlo Alberto Pisani Dossi, noto come Carlo Dossi. Nato il giorno della fatal Novara, aveva all'epoca diciannove anni. Avrebbe fatto una brillante carriera in diplomazia ed è entrato nella letteratura italiana come uno dei primi e dei più dotati tra gli Scapigliati milanesi. Il suo romanzo era dunque la storia di un adolescente. Il capitolo Principessa di Pimpirampara si apre con un ballo, durante il carnevale milanese:
Pensate dunque quanto se ne dovesse tenere un giovanottino fuggito appena dal materno capèzzolo, sentèndosi il favorito di un ìdolo dei meglio incensati, vedèndosi su la di lui nera mànica il più rotondo sodo avambraccio che mai portasse smaniglie! Sarèbbene, fin un dei sette, impazzito… E proprio ci avèa motivo: né più né meno che per certe tosuccie della corta vestina, le quali, in quella stessìssima veglia, èrano – da un bel luogotenente degli Ussari, dai mostacchi biondi arricciati – tolte, non so perché esclusivamente a piroettare. 
Da parte mia, m'abbandonavo a una éstasi tale che sono sicuro di aver commesso a quel ballo, e sùbito dopo, le più majuscole farfallonerìe.
Bàstimi ricordare come dimenticài affatto, partendo, di riverire gli òspiti, e come, accompagnata la contessina, giusta il suo desiderio, fino a' pie' della scala e sospirato all'ùltima languidìssima occhiata di lei e vìstala scomparire, ravvolta in un bianco scialle, nella carrozza, presi a camminar verso casa sotto una folta neve senza nemmeno aprire il paraqua.[...]
Dunque, pazienza. Vi accennerò solo che, alla fin fine, schiacciata entro lo staccio, tutta la biribara de' mièi pensieri non la filava altro di questo: che l'ingattimento della contessa di Nievo per mé – quantunque mezza-bottiglia – era fuori del forse e che io riamàvala alla spietata.»
(Carlo Dossi, L'altrieri)
Caterina Curti Melzi d'Eril, che molti critici vedono come ispiratrice del personaggio di Pisana, era passata dal grande romanzo post romantico a quello d'esordio di uno Scapigliato.
Alla sua morte, la figlia Carolina la depose in una tomba, nel parco di villa Curti, a Gravedona. Chiese poi a suo zio Carlo Gobio (che dopo la morte della moglie Bice Melzi d'Eril si era risposato e aveva avuto altri figli) di poter trasferire il corpo della zia Bice da Bellagio a Gravedona, perché le due sorelle potessero dormire il sonno eterno una accanto all'altra.